# تروسکولازی لاچی
تروسکولازی لاچی (به لاتین: Truskolasy-Lachy) یک منطقهٔ مسکونی در لهستان است که در Gmina Sokoły واقع شده‌است.